# Неверово (Рязанская область)
Неверово — деревня в России, расположена в Клепиковском районе Рязанской области. Входит в состав Уткинского сельского поселения.

## География
Деревня Неверово расположена примерно в 27 км к востоку от центра города Спас-Клепики на правом берегу реки Шековка. Ближайшие населённые пункты — деревня Васино к северу, деревня Озерки к югу и деревня Сусово к западу.

## История
Деревня указана на картах начала XIX в.
В 1905 году деревня являлась административным центром Неверовской волости Касимовского уезда и имела 141 двор при численности населения 1091 чел.
С 1929 по 1963 входила в Тумский район. В 1964 вошла в Клепиковский район.

## Население
| 1859 | 1897 | 1906  | 2010 |
| ---- | ---- | ----- | ---- |
| 617  | ↗818 | ↗1091 | ↘24  |

## Транспорт и связь
Деревню Неверово обслуживает сельское отделение почтовой связи Сусово (индекс 391010).